# Vol Jeju Air 2216
Le crash du vol Jeju Air 2216 survient le 29 décembre 2024, à l'aéroport de Muan, en Corée du Sud, lorsqu'un Boeing 737-800 de Jeju Air en provenance de Bangkok, en Thaïlande, sort de la piste lors d'un atterrissage trop long, avec le train d'atterrissage rentré, avant de percuter un mur en béton posé sur une butte de terre et d'exploser à l'impact, en causant la mort de 179 des 181 personnes à bord.
Il s'agit du premier accident mortel impliquant un appareil de Jeju Air, depuis la création de cette compagnie en 2005, de la pire catastrophe aérienne de l'histoire de la Corée du Sud (devant celle du vol 129 d'Air China en 2002), de la pire impliquant un Boeing 737 NG (devant celle du vol 752 d'Ukraine International Airlines en 2020), et de la deuxième plus meurtrière avec un Boeing 737, après celle du vol 610 de Lion Air en 2018, qui impliquait un 737 Max de dernière génération.

## Avion
L'appareil impliqué est un Boeing 737-8AS immatriculé HL8088 et équipé de deux moteurs CFM International CFM56-7B. Il effectue son premier vol le 19 août 2009 et est livré neuf à Ryanair, sous l'immatriculation EI-EFR, qui l'exploite jusqu'à son acquision par Jeju Air en 2017.

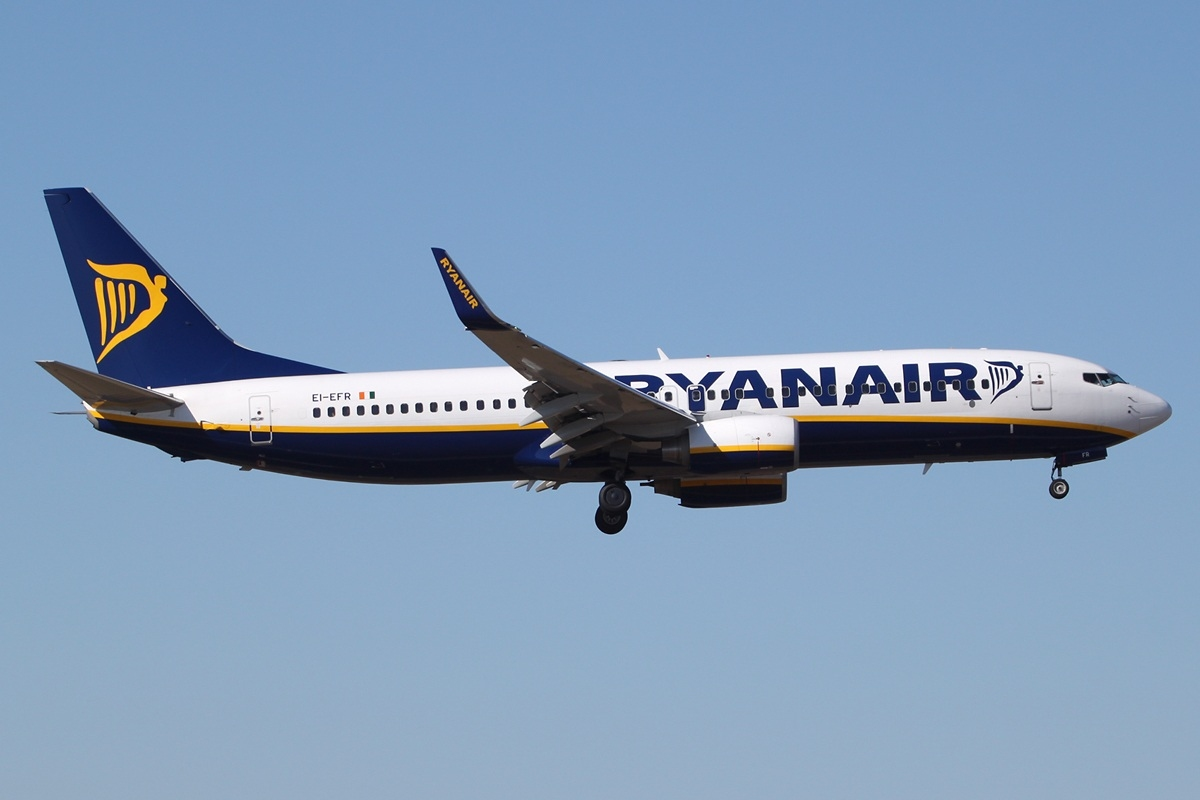
Le 737-800 impliqué dans l'accident, alors qu'il opérait pour Ryanair, ici en mars 2011.

## Passagers et équipage
L'avion transporte 175 passagers, dont 173 citoyens sud-coréens et deux citoyens thaïlandais, et six membres d'équipage.
Le commandant de bord est un employé de Jeju Air depuis mars 2019 et cumule plus de 6 820 heures de vol ; le copilote quant à lui est employé dans la compagnie depuis février 2023 et cumule plus de 1 650 heures de vol.

## Accident

Plan de vol de l'appareil.

Le vol JJA-2216, un vol régulier de Jeju Air, une des plus grosses compagnies low-cost sud-coréennes, relie l'aéroport de Bangkok-Suvarnabhumi en Thaïlande à celui de Muan en Corée du Sud.
L'accident a eu lieu à 9 h 3 locales, selon l'agence de presse Yonhap (29 décembre 2024, 00 h 03 UTC). Les conditions météo sont bonnes, le temps dégagé et le vent faible.
Deux minutes avant, en courte approche finale sur l'aéroport international de Muan, un appel de détresse (mayday) est lancé à la suite d'une collision avec des oiseaux par les pilotes de l'avion, qui n'arrivent pas à sortir le train d'atterrissage, entreprennent une remise de gaz puis se représentent pour un atterrissage dans le sens inverse (à contre-QFU). Des images vidéo montrent que l'avion se pose trop loin après le seuil de piste (à un tiers de sa longueur), glisse intact mais trains et aérofreins rentrés, dépasse l'extrémité de la piste, percute un talus de terre en bout de piste (support des antennes du localisateur ILS (en)) et explose. Un incendie se déclare immédiatement.
Les services d'urgence reçoivent de multiples appels et le niveau d'urgence 3, le plus élevé, est déclaré par les pompiers. Initialement, 32 véhicules d'incendie sont dépêchés sur place. Selon les premiers bilans, au moins 47 personnes sont mortes dans l'accident et deux sont extraites des décombres,,. Le bilan de 179 morts et deux survivants (deux membres d’équipage, un steward et une hôtesse) est ensuite annoncé. Ceci en fait l’accident aérien le plus meurtrier ayant eu lieu sur le sol sud-coréen.

Image de l'avion accidenté et des secours.
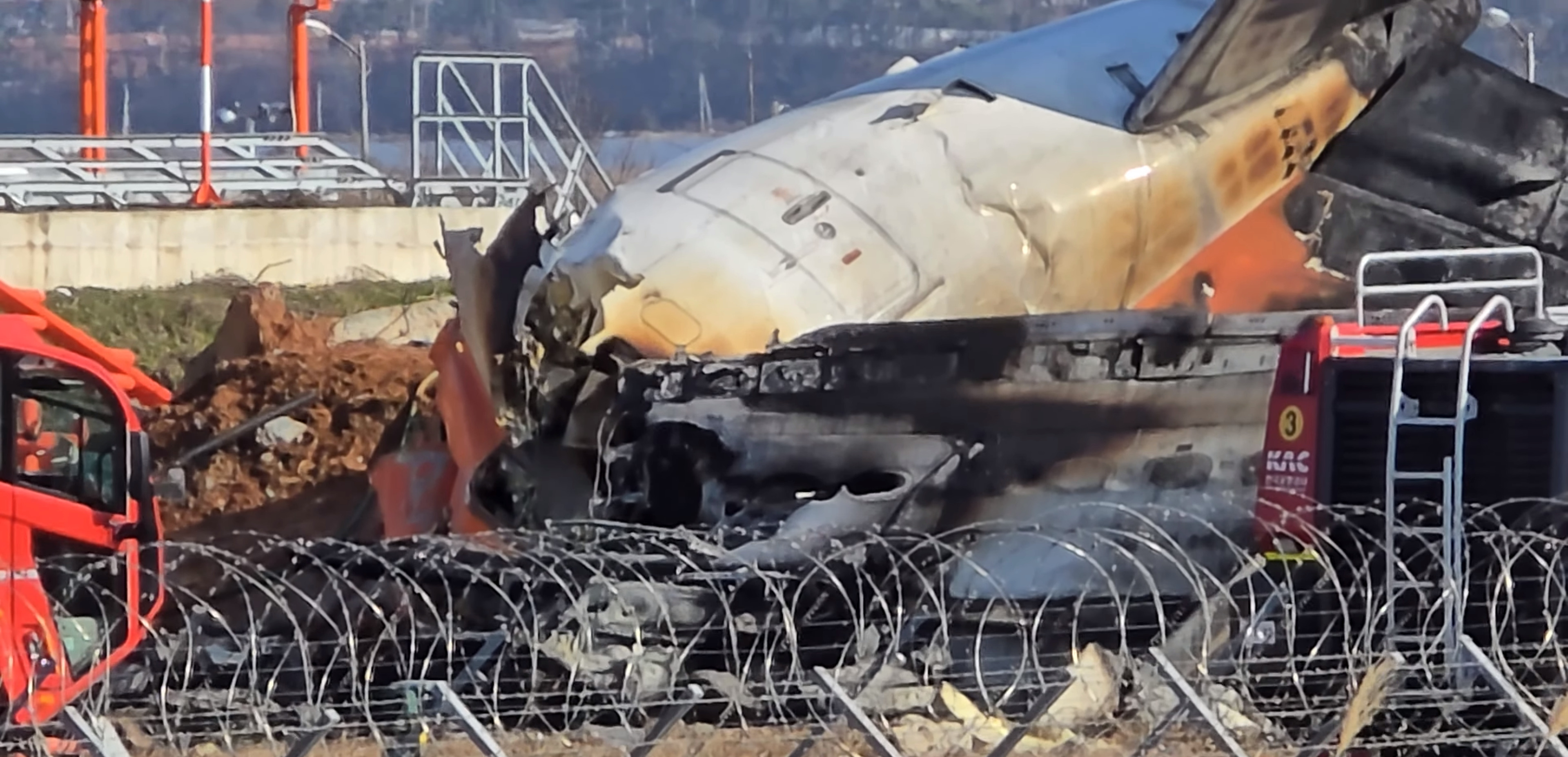
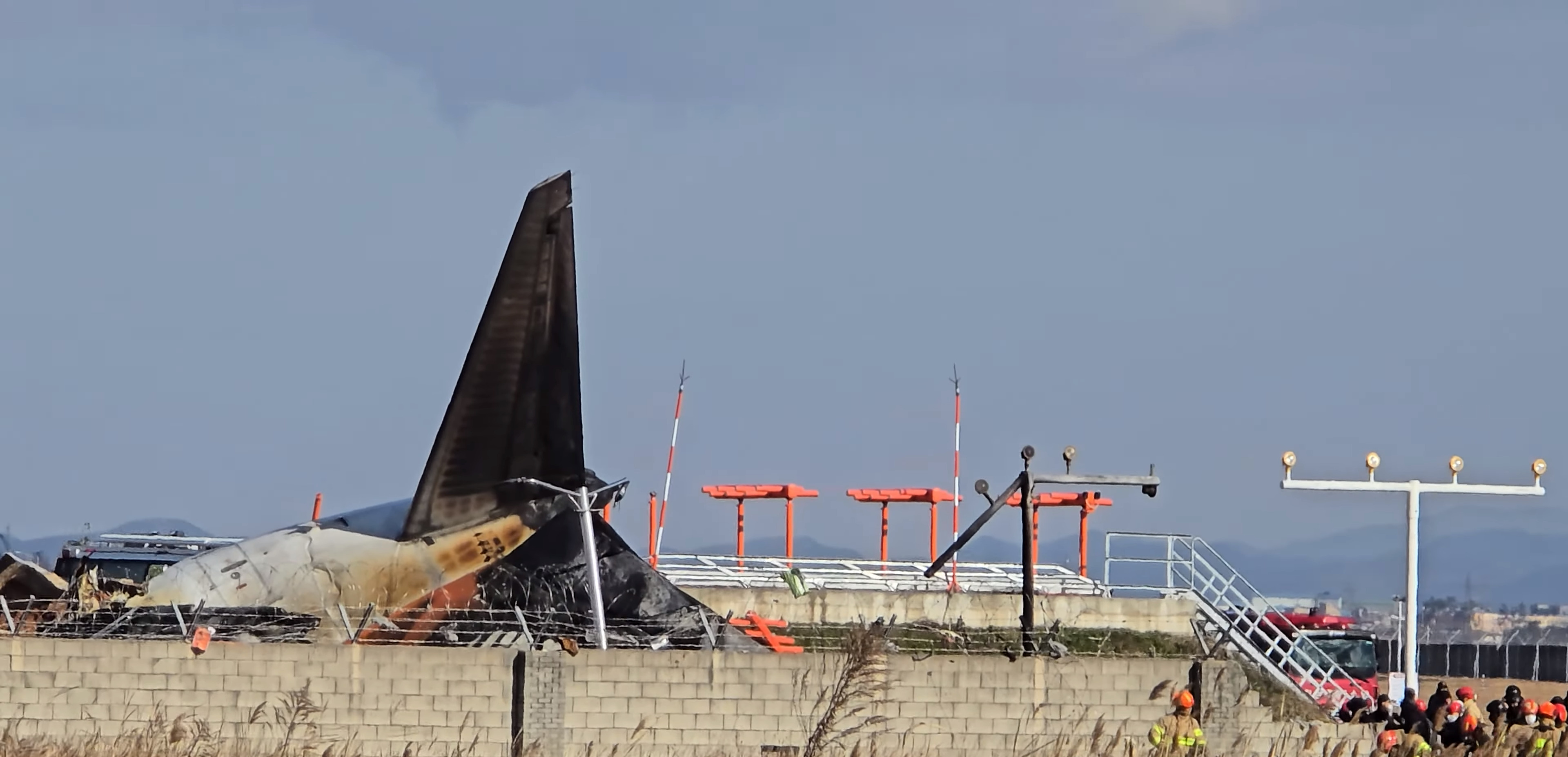
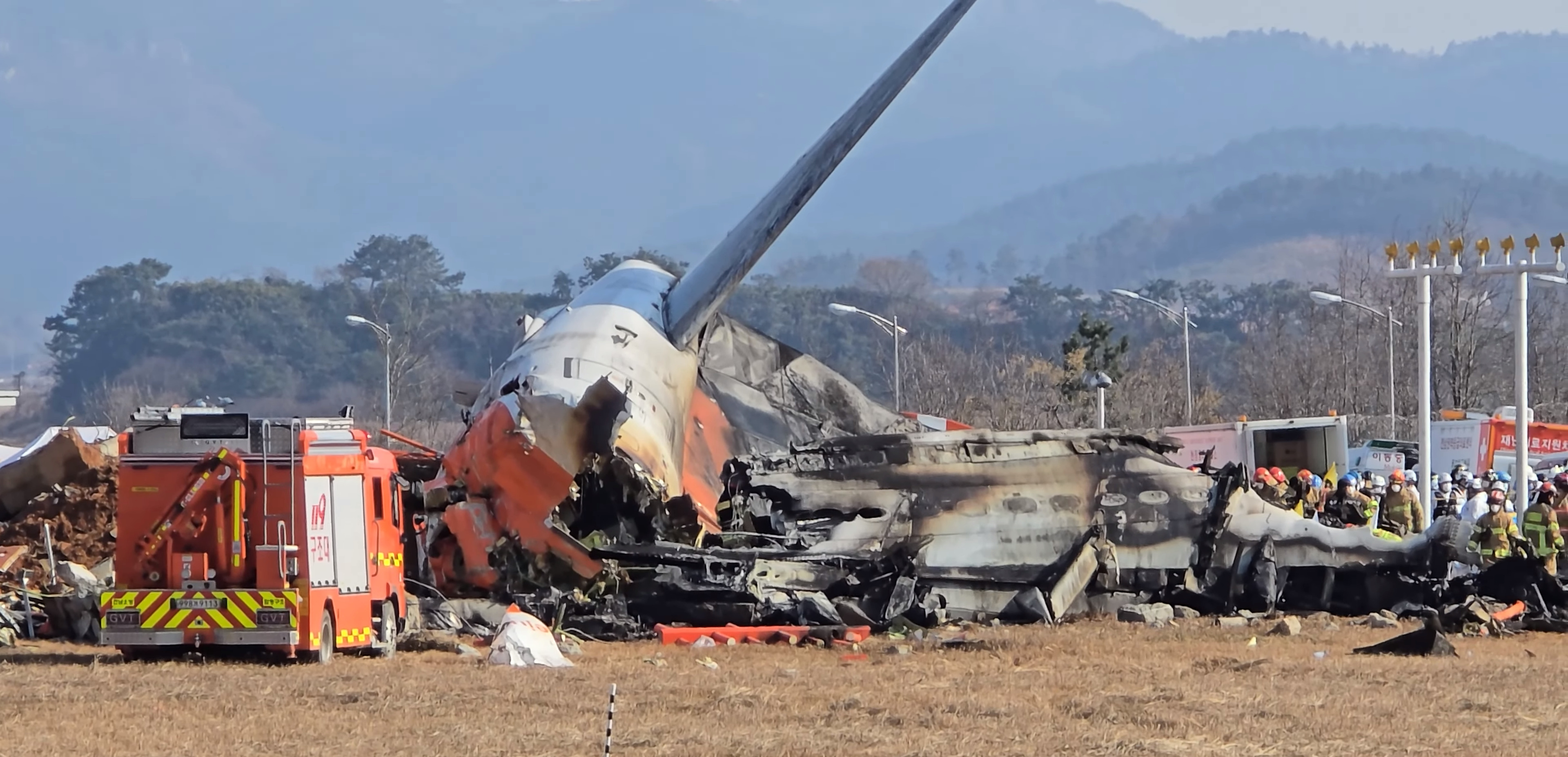
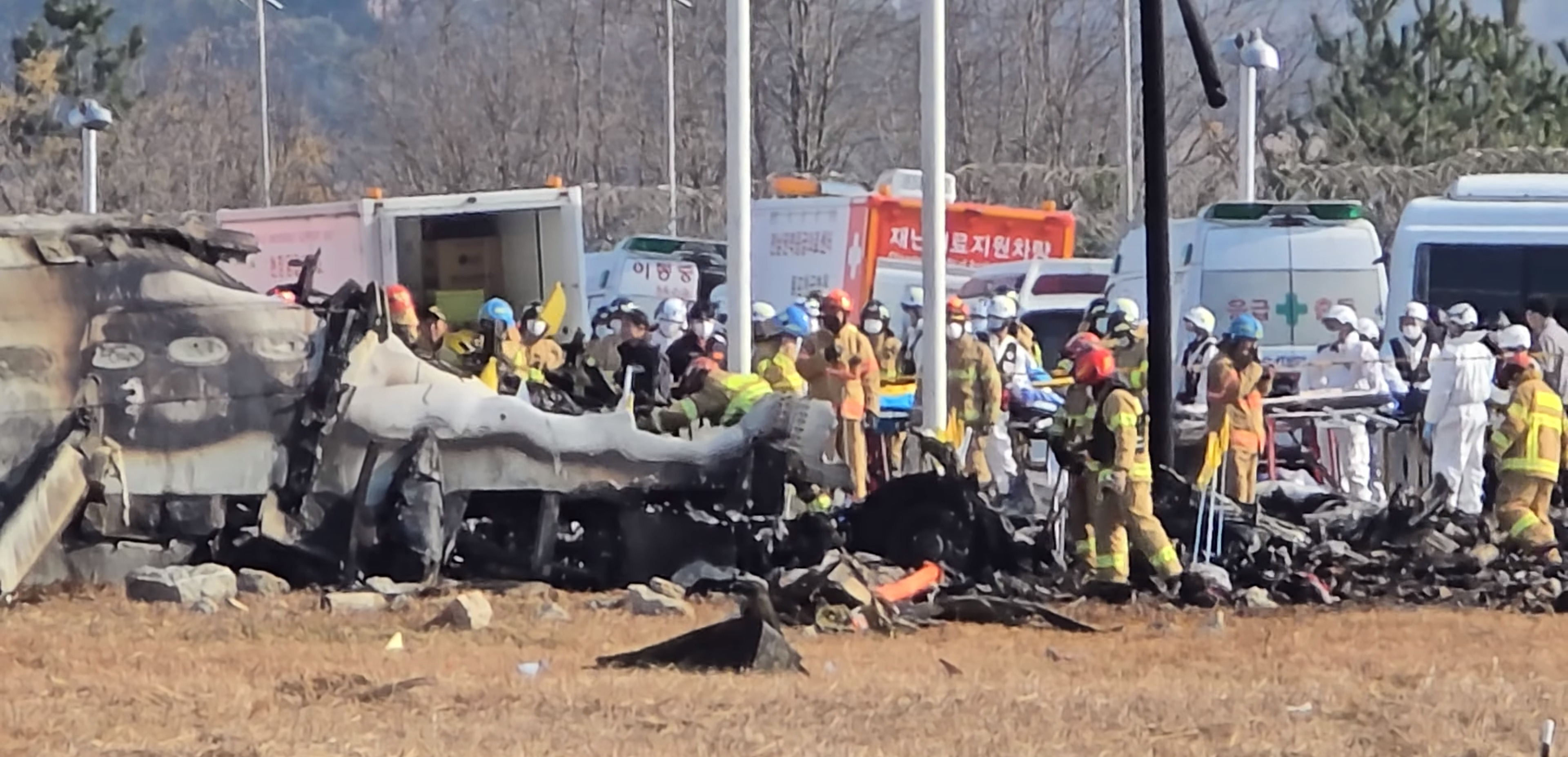
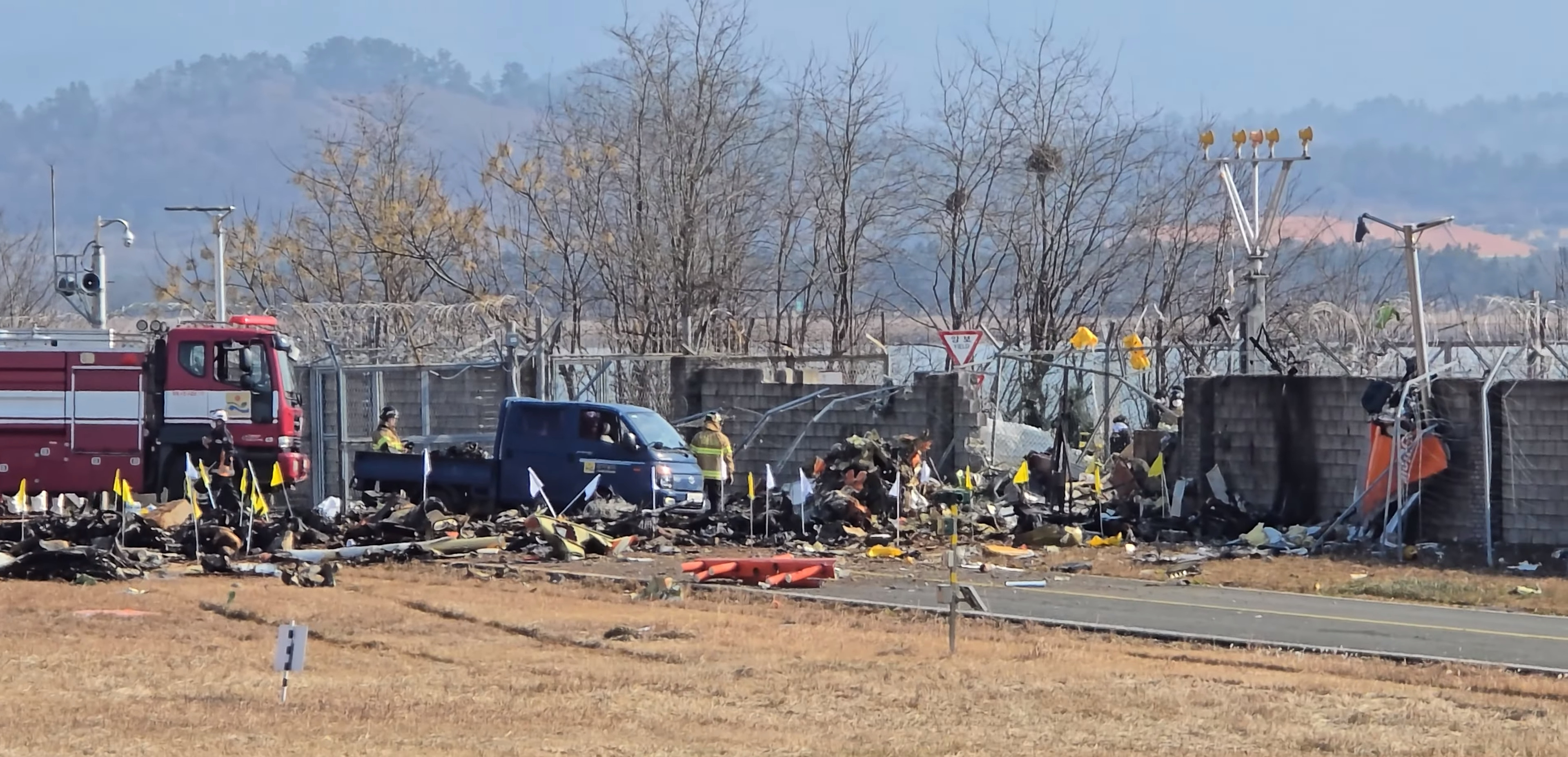
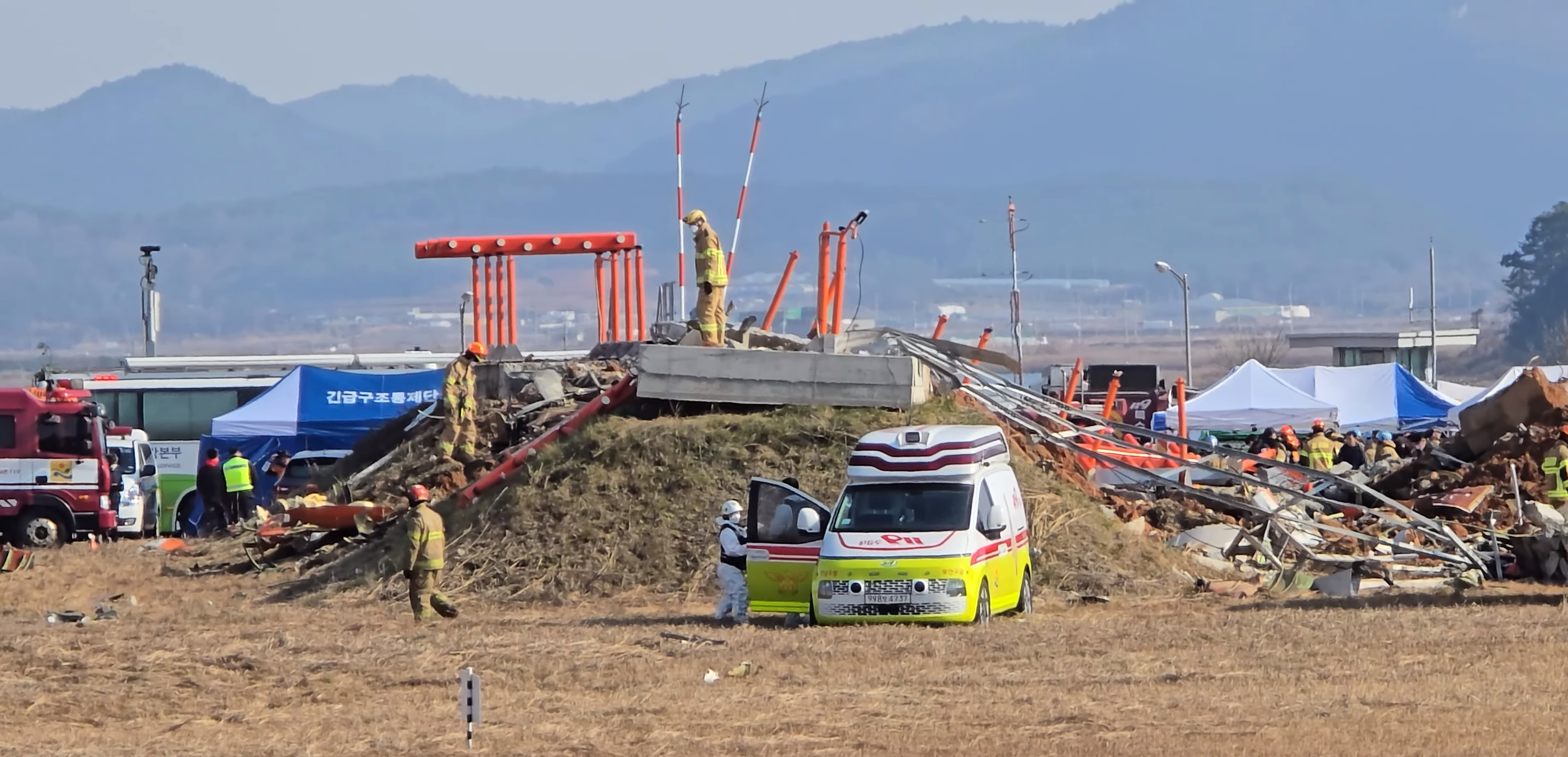

## Causes

Schéma de l'accident du vol Jeju Air 2216.

Un rapport de l'agence de presse Yonhap indique que l'avion aurait percuté des oiseaux. Un rapport gouvernemental, publié le 27 janvier 2025, confirme cela.
Selon les pompiers, l'accident est attribué à une panne du train d'atterrissage.
Des experts soulignent que la présence d'un ensemble rigide (formé par un talus de terre et un mur en béton) de 4 mètres de haut dans l'axe de la piste, arrêtant brutalement l'avion et provoquant son explosion, constitue un facteur déterminant dans la gravité de la catastrophe,. « S'il n'y avait pas eu ce mur, tout le monde serait encore en vie aujourd'hui », déclare ainsi David Learmount. Mais Joo Jong-wan, membre du bureau d'enquête sur les accidents aériens et ferroviaires et directeur général en charge de la politique aéronautique au ministère des Transports (en), souligne que la distance de 250 mètres entre l'extrémité de la piste et l'ensemble rigide est conforme aux normes standard de sécurité aérienne. Bien que cette structure se situe légèrement au-delà de la zone réglementée de 240 mètres, sa conception rigide contredit l'esprit de l'annexe 14 de l'Organisation de l'aviation civile internationale, qui vise à minimiser les risques en cas de dépassement de la piste. Le remplacement des fondations en béton des localisateurs ILS (en), utilisées « dans sept aéroports » sud-coréens, « par des structures légères en acier » est annoncé le 22 janvier 2025 par le ministère des Transports.
Les deux boîtes noires — l'enregistreur vocal du cockpit et l'enregistreur de données de vol — sont rapidement récupérées. Le 1er janvier 2025, Joo Jong-wan annonce que la Corée du Sud va envoyer l'enregistreur de données de vol aux États-Unis car il est impossible de l'exploiter sur le sol sud-coréen. Le 11 janvier 2025, le ministère des Transports sud-coréen annonce que les boîtes noires avaient cessé d'enregistrer quatre minutes avant l'accident et qu'une enquête sera ouverte à ce sujet.